# شركة بينتاكس
بينتاكس (باليابانية: ペンタックス株式会社) (بالإنجليزية: Pentax)‏ هي العلامة التجارية المستخدمة من قبل شركة بنتاكس للتصوير والتي تأسست في طوكيو عام 1919 بالإضافة إلى المنتجات الطبية وانتاج العدسات البصرية